# Ostroška Biblija
Ostroška Biblija (ukr. Острозька Біблія, eng. Ostrog Bible); je prvo cjelovito izdanje Biblije napisano na crkvenoslavenskom jeziku 1580. – 81. godine. Biblija je tiskana u ukrajinskom gradu Ostrohu, u tiskari Ivana Fedoroviča, uz pomoć ukrajinskog plemića Konstjantina Ostrockog. Ostrockij je prikupio dokumentaciju, pripremio tekst i osigurao financijska sredstva za tiskanje. U prvoj seriji tiskano je između 1500 i 2000 primjeraka. Najveći spomen ovom događaju predstavlja osnovana Ostroška akademija.

## Vanjske poveznice
- Ostroška Biblija (eng.)
- Ostroška akademija (ukr.)  Arhivirana inačica izvorne stranice od 7. prosinca 2008. (Wayback Machine)